# Viola lactiflora
Viola lactiflora Nakai – gatunek roślin z rodziny fiołkowatych (Violaceae). Występuje naturalnie w Chinach (w Jiangsu, Jiangxi, południowym Liaoning, Syczuanie, południowo-zachodnim Junnanie i Zhejiang), na Półwyspie Koreańskim oraz w Japonii. 

## Morfologia
PokrójBylina dorastająca do 18 cm wysokości, tworzy kłącza.
LiścieBlaszka liściowa ma kształt od podługowatego do trójkątnego. Mierzy 2–5 cm długości oraz 1,5–2,5 cm szerokości, jest karbowana na brzegu, ma nasadę od sercowatej do ściętej i tępy wierzchołek. Ogonek liściowy jest nagi i ma 1–6 cm długości. Przylistki są owalnie lancetowate.
KwiatyPojedyncze, wyrastające z kątów pędów. Mają działki kielicha o owalnie lancetowatym kształcie i dorastające do 5–7 mm długości. Płatki są odwrotnie jajowate i mają białą barwę, dolny płatek posiada obłą ostrogę o długości 4-5 mm.
OwoceTorebki mierzące 6-9 mm długości, o elipsoidalnym kształcie.

## Biologia i ekologia
Rośnie w lasach, na łąkach i skarpach. Występuje na wysokości od 1500 do 1900 m n.p.m.